# Kim Thánh Thán
Kim Thánh Thán (giản thể: 金圣叹; phồn thể: 金聖歎; bính âm: Jīn Shèngtàn; Wade–Giles: Chin Shêng-t'an, 1608/1610? - 17 tháng 8 năm 1661), tên thật Kim Vị (金喟), là một nhà văn, nhà phê bình văn học theo lối ấn tượng của Trung Quốc, được người đời sau mệnh danh là "Vua của thể loại văn bạch thoại Trung Quốc". Ông nổi tiếng là 1 người đọc rộng, uyên bác nhưng tính tình cuồng ngạo, dị kì, thường nói trong thiên hạ có 6 bộ sách tài tử (lục tài tử thư): Nam Hoa kinh, Ly Tao, Sử ký Tư Mã Thiên, thơ luật của Đỗ Phủ, Thủy hử và Tây sương ký.

## Tiểu sử
Năm sinh của Kim Thánh Thán chưa được xác định, có người nói năm 1608, có người nói 1610,, chỉ biết vào khoảng cuối thời Minh, đầu thời Thanh, mất vào năm Thuận trị thứ 18 đời Thanh Thế Tổ (1661). Ông có tên khai sinh là Trương Thái, lớn lên mới đổi sang họ Kim. Ông là người Trường Châu, tỉnh Giang Tô.
Thời thanh niên, ông bị hỏng trong kì thi Tuế, lại đỗ đầu kì thi khoa sau khi đổi tên thành Nhân Thụy (人瑞). Nhưng lúc này nhà Minh đã mất, ông dứt bỏ ý định làm quan.
Bấy giờ ở đất Giang Tô, có huyện lệnh Ngô là Nhiệm Duy Tân là kẻ hà hiếp dân. Năm 1661, nhân lúc vua Thanh là Thuận Trị băng hà, các quan lại, thân sĩ đều phải đến miếu khóc tế, các học sinh đến tố cáo việc làm phi pháp của huyện lệnh họ Nhiệm, gửi tấu dâng lên tuần phủ Châu Quốc Trị. Nhưng Chu cấu kết với Nhiệm, bắt liền 5 học sinh. Hôm sau các học sinh lại đến quốc tử giám kêu khóc, bị bắt thêm 30 người, trong đó có Kim Thánh Thán. Lại đúng lúc vùng Giang Nam đang có giặc cướp, các học sinh trên liền bị khép vào tội phụ hội với giặc, kết án tử hình, tịch biên gia sản. 
Trước khi thọ hình, ông than thở: "Chém đầu thì đau đớn lắm, tịch biên thì thê thảm lắm, thế mà ngờ đâu Thánh Thán lại gặp cảnh này, kì lạ lắm thay!". Rồi cười mà chịu chết.
Trương truyền ông có nhờ ngục tốt đem thư về cho vợ con trước khi bị xử. Ngục tốt trình lên quan. Ngờ trong thư có lời phỉ báng, quan mở ra xem thì bật cười vì thấy mấy dòng: "Gửi con: dưa muối mà ăn với đậu vàng thì có vị như là hồ đào, nếu phép này mà được lưu truyền thì ta chẳng còn hận chi nữa".

## 33 lúc khoái của Kim Thánh Thán
Trong cuốn "The importance of Living" của Lâm Ngữ Đường có nhắc lại về 33 lúc khoái của Kim Thánh Thán, đây cũng là bài tản văn nổi tiếng suốt kim cổ của Trung Quốc, được ghi chung trong bài phê bình tuồng Tây sương ký.
33 đoạn văn nhỏ này cho thấy triết lý sống duy khoái của Kim Thánh Thán. Ông khám phá cho chúng ta thấy rằng trong cuộc sống này có thể tìm thấy những lúc khoái qua những chuyện thật đơn giản.
Tác giả kể rằng nhân lúc ngồi buồn trong một ngôi miếu cổ cùng một người bạn, nhìn mưa rơi liên miên bên ngoài mà nhớ lại những phút vui trong đời sống, gom lại thành "33 lúc khoái". Trích vài đoạn:
- Thứ 1: Tháng bảy mùa hè, mặt trời ngừng ở giữa trời, không có gió mà cũng không có mây, sân trước sân sau hực lên như lò lửa, không một con chim nào bay lại. Mồ hôi đổ khắp mình, chảy như suối. Cơm dọn sẵn trước mặt mà ăn không được. Bảo trải chiếu để nằm trên đất, nhưng chiếu ướt nhẹp, ruồi bay lại đậu ở cổ ở mũi, đuổi không đi. Đương lúc không biết làm sao thì bỗng mây đen kéo tới, sấm nổ vang như trăm vạn tiếng trống tiếng kèn của đạo quân. Mái nhà nước xối như thác. Mồ hôi ngưng chảy, đất sạch như quét, ruồi bay đi hết, ăn cơm được. Vậy chẳng khoái lắm sao?
- Thứ 4: Lúc rảnh rỗi không biết làm gì, sắp đặt lại đồ vật trong một cái rương cũ, bỗng thấy hằng chục hằng trăm văn khế cũ mới của những người thiếu nợ. Người còn sống, kẻ đã chết, nhưng toàn là vô hy vọng đòi lại được tiền. Không cho ai hay, tôi gom lại, châm lửa đốt hết, ngẩng lên nhìn trời cao không gợn một đám mây. Vậy chẳng khoái lắm sao?
- Thứ 10: Mở cửa sổ cho con ong bay ra. Vậy chẳng khoái lắm sao?
- Thứ 11: Thấy chiếc diều đứt dây. Vậy chẳng khoái lắm sao?

...

## Tác phẩm
Kim Thánh Thán có sáng tác thơ, văn, hợp lại thành "Thánh Thán toàn tập". Nhờ những bài văn bạch thoại có giá trị suốt kim cổ, ông được tôn xưng là "Vua của văn bạch thoại Trung Quốc".
Ông còn là người hiệu đính sách tài giỏi, những cuốn "Tây sương ký", "Thủy hử" được ông hiệu đính lại và tự ý cắt bỏ những đoạn không có giá trị ("Thủy hử" bị ông cắt hết 30 phần sau, kể từ đoạn các hảo hán Lương Sơn Bạc quy phục triều đình), được người đời tôn xưng.
Nhưng thịnh hành nhất của ông có lẽ là những bài bình giảng.
Những sách "Tây sương ký", "Thủy hử"... khi in ra thường thêm phần bình giảng của ông, gọi là "Thánh Thán ngoại thư".
Ngoài ra còn có "Đường tài tử thi", "Tả Truyện" là những sách phê bình có giá trị.